# Boqueho
Boqueho [bokeo] est une commune française située dans le département des Côtes-d'Armor, en région Bretagne. Boqueho appartient au pays historique du Trégor.

## Toponymie
Attestée sous la forme Botgadou en 1198, Bocazou en 1486.
Le nom vient de l'ancien breton « bot » (demeure) et du nom de personne « Cazou », qui est peut-être une forme de saint Cadou.
Une autre explication suggère que le nom viendrait de bod (buisson en breton) et skav (sureau en breton), correspondant au symbole de Boqueho, un rameau de sureau, avec fleurs et fruits[réf. nécessaire].
Attesté en breton sous la forme Boska, écrit Boskazoù en breton unifié.

## Géographie

### Localisation
Boqueho se trouve à vol d'oiseau à 6 km au sud de Châtelaudren, à 9,5 km au nord de Quintin, à 14,5 km à l'ouest de Saint-Brieuc et à 16,5 km au sud-est de Guingamp. La commune est située à la limite entre la Basse-Bretagne et la Haute-Bretagne.
| Lanrodec     | Châtelaudren-Plouagat | Plouvara |
| Saint-Fiacre | Boqueho               |          |
| Saint-Gildas | Le Leslay             | Cohiniac |

### Géographie physique
Boqueho est une commune très vallonnée de 2 700 hectares dont le point culminant est le Marc’halla à 284 m (on y trouve d'ailleurs le col de Marhalla (long de 2 km avec 4,7 de pourcentage moyen par la D 24).
Elle est bordée à l'ouest par la forêt départementale du Bois Meur et à l'est et au nord par le Leff.
L'habitat est dispersé comme dans la plupart des communes rurales de l'Ouest de la France. La plupart des noms des hameaux sont d'origine bretonne.
| - Carte topographique de la commune de Boqueho. |

### Hydrographie
Pour un article plus général, voir Réseau hydrographique des Côtes-d'Armor.
La commune est située dans le bassin Loire-Bretagne. Elle est drainée par le Leff, le Pitié et le ruisseau de Liscouët,,.
Le Leff s'écoule du sud vers le nord et constitue la limite séparative de la commune sur son flanc est. D'une longueur de 62 km, il prend sa source dans la commune du Leslay et se jette  dans le Trieux en limite de Quemper-Guézennec et de Plourivo, après avoir traversé 19 communes.  Les caractéristiques hydrologiques du Leff sont données par la station hydrologique située sur la commune. Le débit moyen mensuel est de 0,473 m3/s. Le débit moyen journalier maximum est de 9,05 m3/s, atteint lors de la crue du 28 février 2010. Le débit instantané maximal est quant à lui de 13,3 m3/s, atteint le même jour.

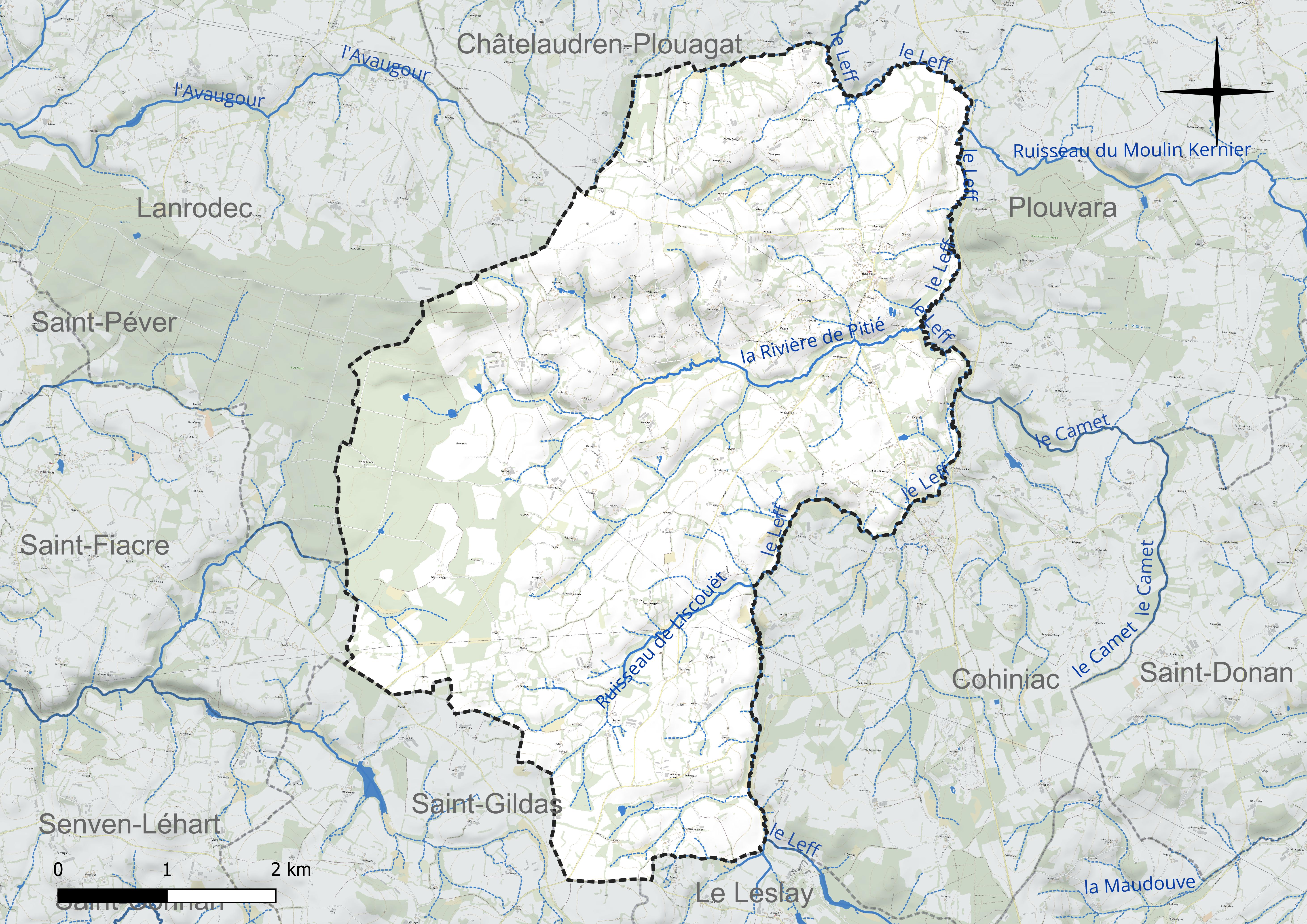
Réseau hydrographique de Boqueho.

### Climat
Pour des articles plus généraux, voir Climat de la Bretagne et Climat des Côtes-d'Armor.
En 2010, le climat de la commune est de type climat océanique franc, selon une étude du Centre national de la recherche scientifique s'appuyant sur une série de données couvrant la période 1971-2000. En 2020, Météo-France publie une typologie des climats de la France métropolitaine dans laquelle la commune est exposée à un climat océanique et est dans la région climatique  Finistère nord, caractérisée par une pluviométrie élevée, des températures douces en hiver (6 °C), fraîches en été et des vents forts. Parallèlement l'observatoire de l'environnement en Bretagne publie en 2020 un zonage climatique de la région Bretagne, s'appuyant sur des données de Météo-France de 2009. La commune est, selon ce zonage, dans la zone « Intérieur », exposée à un climat médian, à dominante océanique.  
Pour la période 1971-2000, la température annuelle moyenne est de 10,8 °C, avec une amplitude thermique annuelle de 11,1 °C. Le cumul annuel moyen de précipitations est de 902 mm, avec 13,8 jours de précipitations en janvier et 7,4 jours en juillet. Pour la période 1991-2020, la température moyenne annuelle observée sur la station météorologique la plus proche, située sur la commune de Trémuson à 10 km à vol d'oiseau, est de 11,4 °C et le cumul annuel moyen de précipitations est de 757,3 mm,. Pour l'avenir, les paramètres climatiques de la commune estimés pour 2050 selon différents scénarios d'émission de gaz à effet de serre sont consultables sur un site dédié publié par Météo-France en novembre 2022.

## Urbanisme

### Typologie
Au 1er janvier 2024, Boqueho est catégorisée commune rurale à habitat dispersé, selon la nouvelle grille communale de densité à 7 niveaux définie par l'Insee en 2022.
Elle est située hors unité urbaine. Par ailleurs la commune fait partie de l'aire d'attraction de Saint-Brieuc, dont elle est une commune de la couronne,. Cette aire, qui regroupe 51 communes, est catégorisée dans les aires de 200 000 à moins de 700 000 habitants,.

### Occupation des sols
L'occupation des sols de la commune, telle qu'elle ressort de la base de données européenne d’occupation biophysique des sols Corine Land Cover (CLC), est marquée par l'importance des territoires agricoles (87,2 % en 2018), une proportion identique à celle de 1990 (87,2 %). La répartition détaillée en 2018 est la suivante : 
zones agricoles hétérogènes (64 %), terres arables (21,6 %), forêts (11,5 %), prairies (1,6 %), zones urbanisées (1,3 %). L'évolution de l’occupation des sols de la commune et de ses infrastructures peut être observée sur les différentes représentations cartographiques du territoire : la carte de Cassini (XVIIIe siècle), la carte d'état-major (1820-1866) et les cartes ou photos aériennes de l'IGN pour la période actuelle (1950 à aujourd'hui).

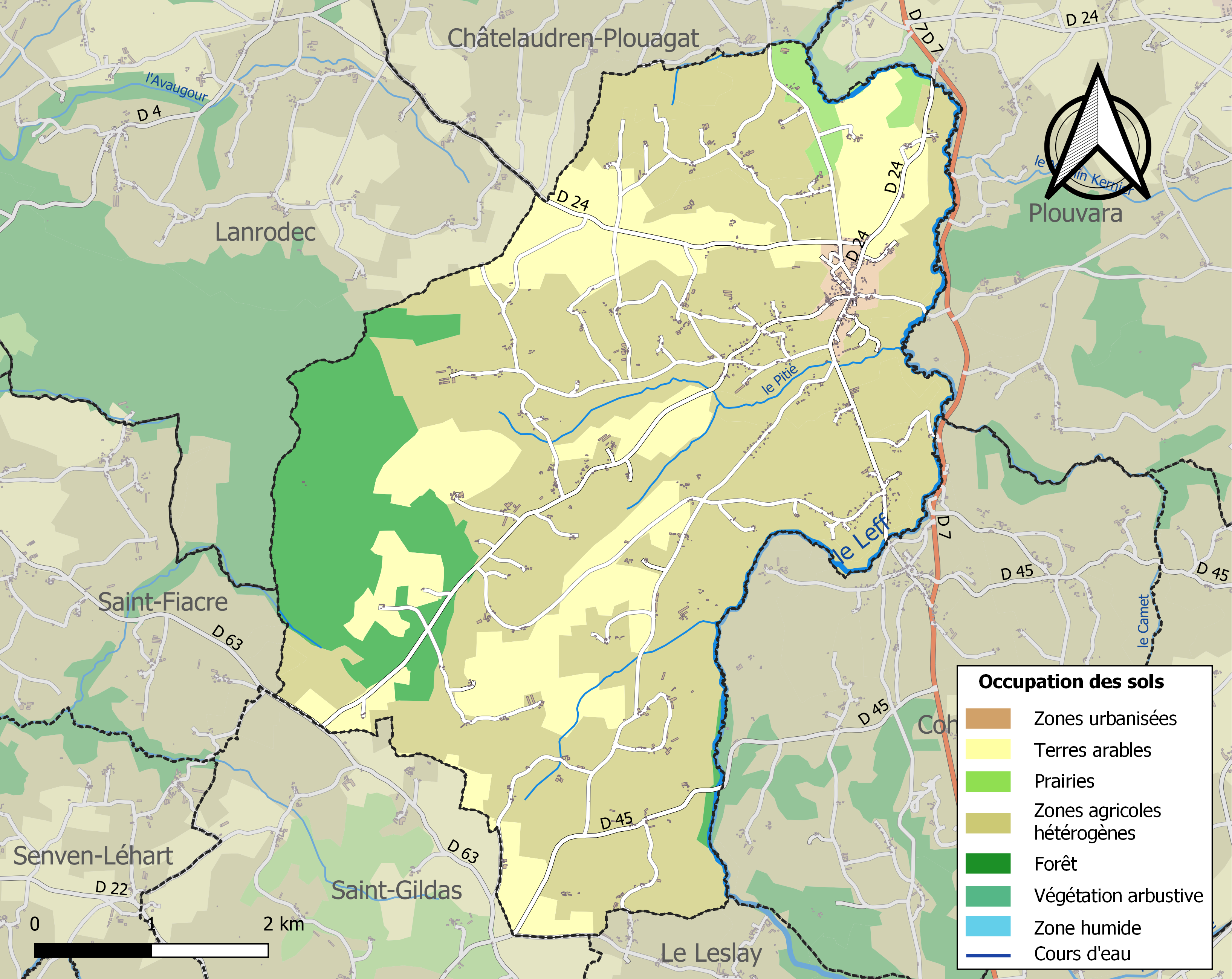
Carte des infrastructures et de l'occupation des sols de la commune en 2018 (CLC).

## Histoire

### L'Époque moderne
Boqueho fut le fief des Liscouët, illustres au XIVe siècle et au XVIe siècle. Un des membres de cette famille, Alain du Liscouët, gouverneur de Loches, se distingua tellement au service de Charles VII que pour le récompenser celui-ci le fit son maître d'hôtel en 1429 après son sacre de Reims.
Sous l'Ancien Régime, Boqueho appartenait à l'évêché de Tréguier et au comté de Goëlo.

### Révolution française
Pendant la trêve de Nivose an IV, une bande de 150 hommes pénétra à Boquého, abattit l'arbre de la Liberté, brûla les papiers de la municipalité et enleva 30 fusils.

### LeXIXesiècle
Selon le cadastre napoléonien, la commune a une superficie totale de 2 712 ha dont 1 519 ha de terres labourables, 271 ha de prés et pâturages, 89 ha de bois, 14 ha de vergers et jardins, 702 ha de landes et terres incultes, 2 ha d'étangs et 11 ha de propriétés bâties. On y compte 9 moulins à eau en activité : Mareuc, de Keravy, de Goelo, de la Boulais, du Bois, de Liscoët, de la Bouexière, de Pitié. On y parle le français et le breton.

### LeXXesiècle

#### Les guerres duXXesiècle
Le monument aux morts porte les noms de 91 soldats morts pour la Patrie :
- 83 sont morts durant la Première Guerre mondiale ;
- 6 sont morts durant la Seconde Guerre mondiale ;
- 1 est mort durant la guerre d'Algérie ;
- 1 est mort durant la guerre d'Indochine.

## Histoire linguistique
La commune fut bretonnante la plus grande partie de son histoire. Une carte de 1700 place Boquého en Basse-Bretagne (Botcaxo). Mais durant la grande recherche linguistique impériale menée par Charles Coquebert de Montbret, Boquého est placé en Haute-Bretagne.

## Démographie
| 1793  | 1800  | 1806  | 1821  | 1831  | 1836  | 1841  | 1846  | 1851  |
| ----- | ----- | ----- | ----- | ----- | ----- | ----- | ----- | ----- |
| 1 495 | 1 509 | 1 518 | 1 547 | 1 780 | 1 736 | 1 719 | 1 786 | 1 779 |

| 1856  | 1861  | 1866  | 1872  | 1876  | 1881  | 1886  | 1891  | 1896  |
| ----- | ----- | ----- | ----- | ----- | ----- | ----- | ----- | ----- |
| 1 695 | 1 683 | 1 648 | 1 578 | 1 620 | 1 513 | 1 428 | 1 505 | 1 518 |

| 1901  | 1906  | 1911  | 1921  | 1926  | 1931  | 1936  | 1946  | 1954  |
| ----- | ----- | ----- | ----- | ----- | ----- | ----- | ----- | ----- |
| 1 454 | 1 449 | 1 385 | 1 315 | 1 226 | 1 125 | 1 072 | 1 089 | 1 003 |

| 1962 | 1968 | 1975 | 1982 | 1990 | 1999 | 2005 | 2006 | 2010  |
| ---- | ---- | ---- | ---- | ---- | ---- | ---- | ---- | ----- |
| 927  | 828  | 755  | 766  | 791  | 848  | 942  | 962  | 1 067 |

| 2015  | 2020  | 2022  | - | - | - | - | - | - |
| ----- | ----- | ----- | - | - | - | - | - | - |
| 1 082 | 1 054 | 1 054 | - | - | - | - | - | - |

## Lieux et monuments
La commune compte quatre sites inscrits ou classés monuments historiques :
- Croix Saint-Yves  Inscrit MH (1927)[29]
- Croix des Botmiliau  Inscrit MH (1926)[30]
- La chapelle Notre-Dame-de-Pitié  Classé MH (1946)[31], a été restaurée par des bénévoles, elle est gérée par l’association « les Amis de la Chapelle Notre-Dame de Pitié ». située à environ 2 km du bourg de Boquého, à proximité du Marc'hallah. Pardon le 15 août.
- Menhirs de Kergoff  Classé MH (1966)[32]
- Église Saint-Tugdual-et-Saint-Yves, fondée par les seigneurs Du Liscoët, située dans le bourg.
- La chapelle Saint-Blaise, fondée par la famille du Liscoët. Prendre la direction de Cohiniac. Après la Ville Blanche, croisement et prendre à droite direction  Saint-Blaise. Un pardon s’y tient chaque premier dimanche d’août.
- Petite maison rue Du Rest. Elle a servi de refuge et de presbytère à l'abbé Le Sage.
- La mairie a été longtemps le presbytère de la paroisse.

## Économie
Boquého compte un panel de commerces importants pour une commune de cette taille (supérette, traiteur, café, restaurant, coiffeur, bureau de Poste, garagiste) principalement implantés dans des locaux municipaux.